# 1146
| Calendário gregoriano                                                        | 1146 MCXLVI                                          |
| Ab urbe condita                                                              | 1899                                                 |
| Calendário arménio                                                           | 595 – 596                                            |
| Calendário bahá'í                                                            | -698 – -697                                          |
| Calendário budista                                                           | 1690                                                 |
| Calendário chinês                                                            | 3842 – 3843 Início a 15 de janeiro (aproximadamente) |
| Calendário copta                                                             | 862 – 863                                            |
| Calendário etíope                                                            | 1138 – 1139                                          |
| Calendários hindus - Vikram Samvat - Calendário nacional indiano - Cáli Iuga | 1201 – 1202 1067 – 1068 4246 – 4247                  |
| Calendário Holoceno                                                          | 11146                                                |
| Calendário islâmico                                                          | 540 – 541                                            |
| Calendário judaico                                                           | 4906 – 4907                                          |
| Calendário persa                                                             | 524 – 525                                            |
| Calendário rúnico                                                            | 1396                                                 |
| Calendário solar tailandês                                                   | 1689                                                 |

1146 (MCXLVI, na numeração romana) foi um ano comum do século XII do Calendário Juliano, da Era de Cristo, e a sua letra dominical foi F (52 semanas), teve início a uma terça-feira e terminou também a uma terça-feira.
No reino de Portugal estava em vigor a Era de César que já contava 1184 anos.
| Ano completo                       |
| ---------------------------------- |
| Ano comum com início à terça-feira |

## Eventos
- Casamento de D. Afonso Henriques com Mafalda de Saboia, filha de Amadeu III de Saboia.
- Estabelecimento do Califado Almóada em Marraquexe.

## Mortes
- Egas Moniz, o aio (1080 — 1146) foi um rico-homem do condado portucalense, da linhagem dos Riba Douro.
- Uresis I da Sérvia n. 1080 conde da Sérvia e da Ráscia.